# Mattis Hahr-Grundell
Julia Matilda (Mattis) Hahr-Grundell, född 6 februari 1879 i Västerås, död 7 maj 1951 i Gävle, var en svensk målare, teckningslärare och konsthantverkare.
Hon var dotter till länsagronomen Adolf Robert August Hahr och Ragnhild Hilma Theresia Ljung-Lindström samt från 1905 gift med majoren Oscar Petrus Grundell. Hon var mor till  Märta Grundell-Grünewald och Olof Grundell samt syster till August, Erik och Clary Hahr. Hon studerade vid Västerås tekniska skola 1895–1898 och vid Högre konstindustriella skolan i Stockholm 1898–1902 och därefter ett år vid Glasgow School of Art samt vid Nääs slöjdseminarium. Hon vistades i England, Nederländerna och Frankrike 1903–1905 där hon bedrev självstudier inom konsten. Separat ställde hon ut på Gävle museum 1942 och hon medverkade i grupputställningar i bland annat Stockholm, Göteborg, Malmö, Rotterdam, London, Philadelphia och Glasgow. Bland hennes offentliga arbeten märks inredningen av bodegan Gyllene skeppet 1938 som ritades av sonen Olof. Hennes konst består av emalj- och metallarbeten samt tavlor med blommor och porträttminiatyrer i akvarell eller olja, samt textila mönsterritningar. Hahr-Grundell är representerad vid Västerås konstmuseum Gästrike-Hälsinge nation i Uppsala, Glasgow School of Art och Gävle museum. Hon är begravd på Skogskyrkogården i Gävle.